# 할라페뇨고추
할라페뇨고추(스페인어: chile jalapeño 칠레 할라페뇨[*], [xalaˈpeɲo] (도움말·정보))는 고추의 재배종으로, 멕시코에서 주로 키운다. 스페인어 "할라페뇨"는 "할라파의"라는 뜻이다. 영어를 거쳐 들어와 할라피뇨로도 불린다. 칼로리가 낮고 비타민, 미네랄, 식이섬유가 풍부하며 서서히 매운맛을 낸다.
훈제된 할라페뇨고추는 치포틀레고추라 부른다.
대한민국 기후에도 잘 적응해서 대한민국의 피클용 고추는 할라페뇨다.
1986년 축구 월드컵 마스코트 중 하나인 피케(Pique)는 솜브레로를 쓴, 콧수염이 난 할라페뇨였다.

## 갤러리

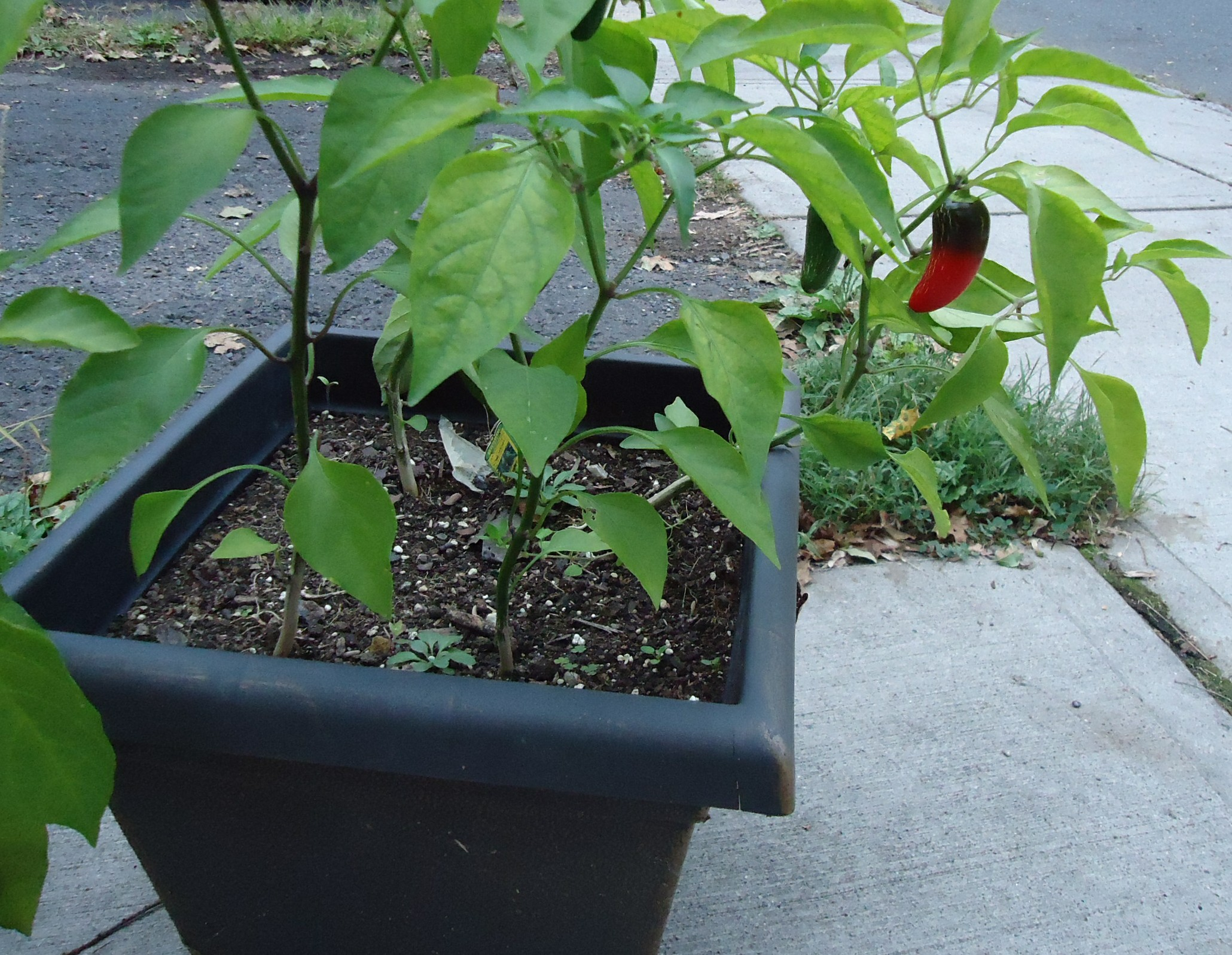
다자라난 할라페뇨
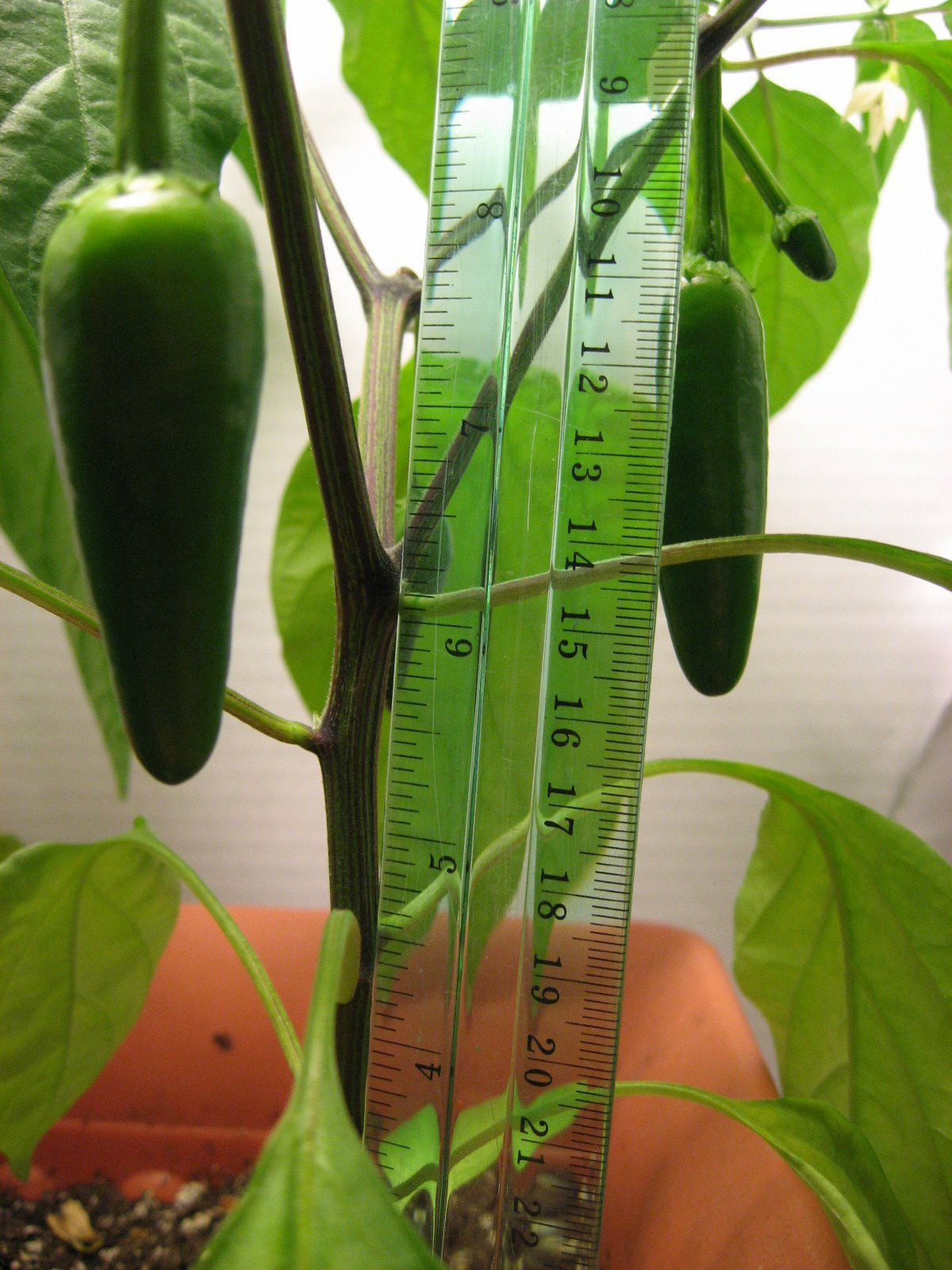
할라페뇨 와 화분
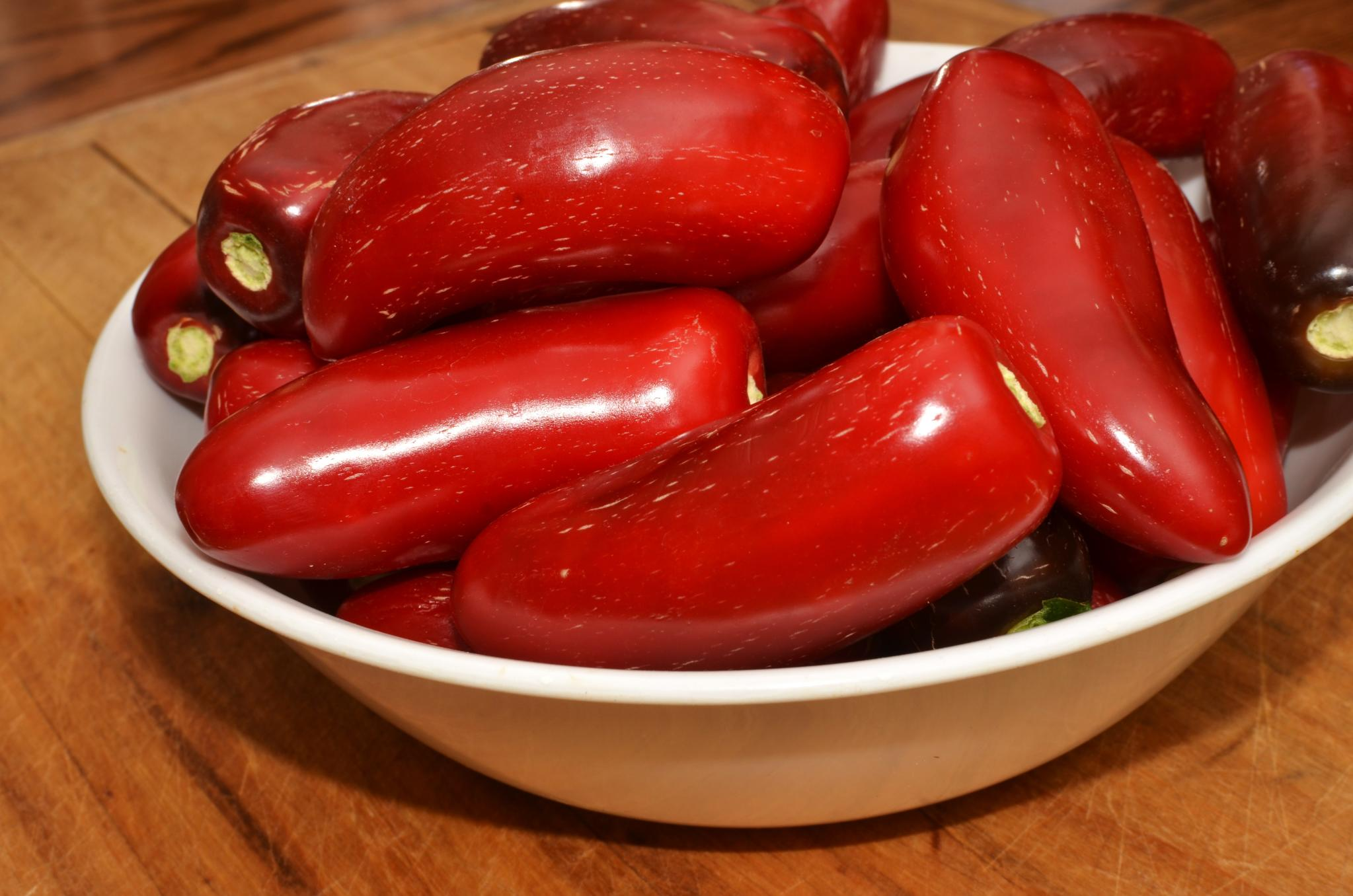
익은 할라페뇨
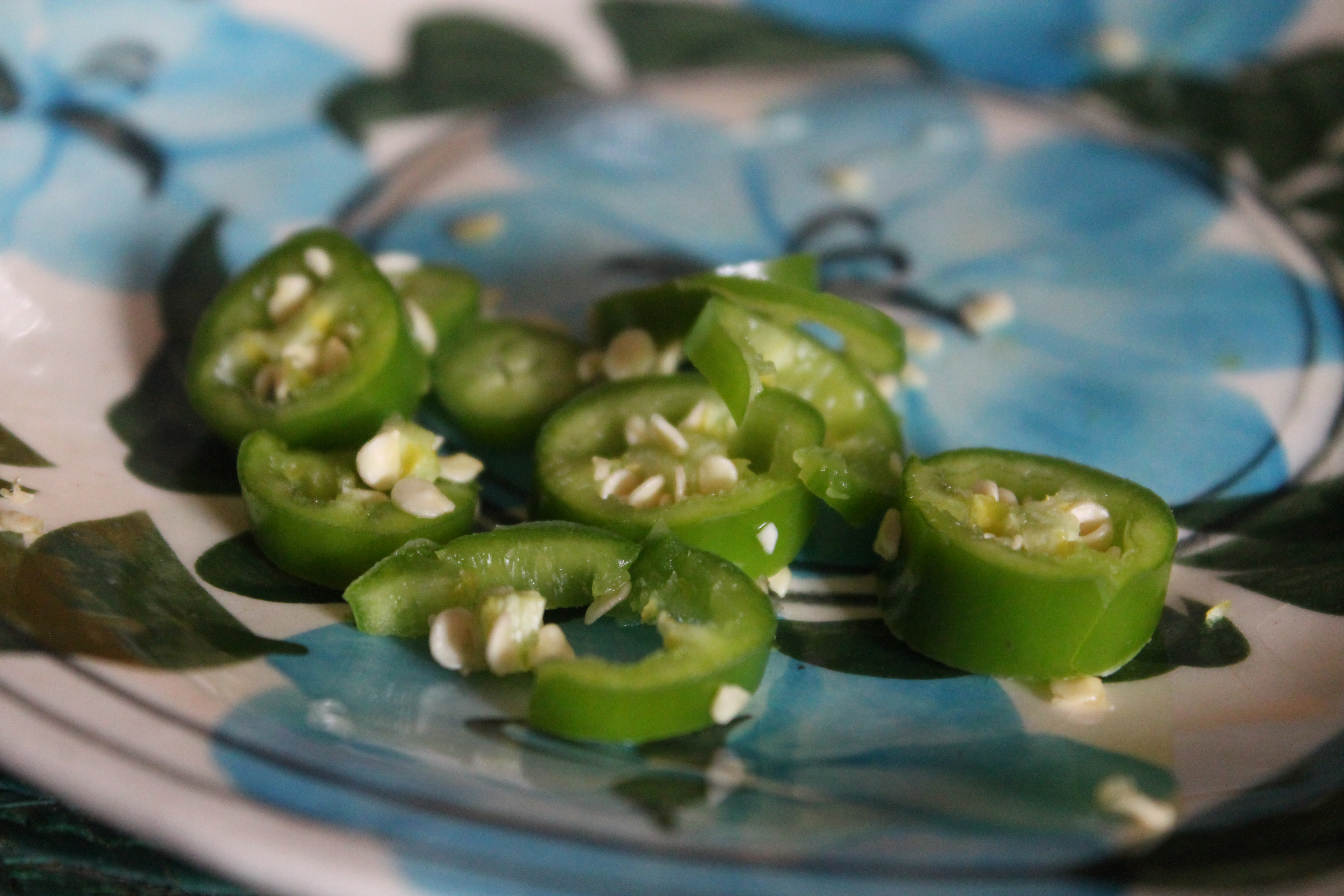
할라페뇨 슬라이스

## 같이 보기
- 프레즈노고추